# Arabiola
Arabiola is een geslacht van vliesvleugeligen uit de familie van deEulophidae. De wetenschappelijke naam van dit geslacht werd voor het eerst geldig gepubliceerd in 2013 door T. C. Narendran.

## Soorten
Het geslacht Arabiola is monotypisch en omvat slechts de volgende soort:
- Arabiola bouceki Narendran, 2013